# Resolution 650 des UN-Sicherheitsrates
Die Resolution 650 des UN-Sicherheitsrates ist eine Resolution, die der Sicherheitsrat der Vereinten Nationen in seiner 2913. Sitzung am 27. März 1990 einstimmig beschloss. Unter Verweis auf die Resolutionen 637 (1989) und 644 (1989) billigte der Rat den Bericht des Generalsekretärs und beschloss, eine Erweiterung der Misión de Observación de las Naciones Unidas en El Salvador (ONUCA) zu genehmigen, um die Contras in Nicaragua zu demobilisieren.
Die Stärke der ONUCA wurde um weitere 800 Personen erhöht, darunter ein venezolanisches Kampfbataillon und Sicherheitskräfte zur Überwachung der Waffenbeseitigung in Honduras. Sie erlaubte auch die Aufnahme von bewaffnetem Personal in ihre Reihen und ersuchte den Generalsekretär, den Rat über die Umsetzung der Resolution auf dem Laufenden zu halten.